# 李重福
李重福（680年—710年9月10日），唐中宗李显的庶长子，母不详。

## 生平
虽是长子，但并不受中宗喜爱。683年，中宗即位前，李重福就被封为唐昌王，次年，李显被武太后（后世史称武则天）所废，其嫡子李重照本为唐高宗皇太孙，也被废为庶人。李重福是否被废不详。武则天再次立李显为太子后，圣曆三年（700年）徙封李重福平恩王。
长安三年（703年），默啜遣使莫贺达干请求让女儿嫁给皇太子之子，武则天令李重福和义兴王李重俊在朝堂上见使者。
长安四年（704年）进封谯王。神龙元年，中宗复位。李重福的正妃是张易之的外甥女。此前在701年，韦皇后独子李重润（即李重照，避讳武则天名武曌而改名）与妹妹、妹夫议论张易之、张昌宗兄弟而被祖母武则天处死。而李重福夫妇都被嫡母韦皇后所讨厌，韦皇后诬陷称李重润之死系李重福与张易之兄弟所诬陷，中宗贬李重福为濮州（今山东鄄城）员外刺史，徙合（今重庆合川）、均（今湖北十堰）二州，并不让李重福领事，且屡次大赦天下都不赦免李重福，立储时也越过李重福而立了同样庶出的李重俊。李重福上表哀求回京见驾，无果。后来李重俊死于政变，储位空悬。
710年，中宗驾崩，韦后临朝，立中宗少子李重茂为帝，命左监门大将军兼内侍薛思简等率兵五百人驰驿戍均州，以防备李重福。后李隆基、太平公主政变杀韦后，李隆基派十道使赍玺书宣抚，去均州安抚李重福。后来李隆基和太平公主拥立唐睿宗復位，睿宗下诏李重福徙集州（今四川南江）。未及行，张灵均劝说李重福以中宗子身份夺取帝位。张灵均和秘书少监郑愔合谋，聚集数十人。郑愔新贬沅州刺史，留在洛阳等候李重福，为李重福草诏，立李重福为帝，改元中元克復，尊睿宗为皇季叔，被废的李重茂为皇太弟（李重福可能无子），郑愔为左丞相知内外文部尚书知吏部事，意欲恢复中宗一系的皇统。襄州刺史崔湜秘密给李重福写信，李重福赠以金带。李重福潜募勇士，和张灵均潜入东都洛阳，在郑愔安排下住在驸马都尉裴巽府上，意欲发左右屯营兵袭杀洛阳留守，占据东都。事情败露，侍御史李邕闭城据守，左右屯营兵乱箭射向李重福，李重福攻左掖门也未能攻克，只得遁去藏匿。次日，搜索李重福的军队接近李重福藏身之处，李重福投漕渠而死，年三十一，遭碎尸。追废为庶人，诏以三品礼葬。

## 年号
譙王李重福之年號中元克復（或作中宗克復，710年七月－八月）。

## 延伸阅读
[在维基数据编辑]
 在维基文库阅读此作者作品
 《舊唐書/卷86》，出自刘昫《舊唐書》
 《新唐書·卷081》，出自《新唐書》